# Schnitzel de Luxe
Schnitzel de Luxe ist ein deutscher Fernsehfilm der Schnitzel-Filmreihe aus dem Jahr 2019. Er besteht aus den letzten beiden Folgen der ebenfalls deutschen Fernsehserie Ohne Schnitzel geht es nicht (die insgesamt aus sechs Folgen à 45 Minuten besteht). Die Hauptrollen spielen Armin Rohde und Ludger Pistor.

## Handlung
Nachdem Günther Kuballa und Wolfgang Krettek erfahren, dass ihre Lieblingsschnitzelbude geschlossen werden soll, bitten sie darum, diese übernehmen zu dürfen. Ihnen wird angeboten, sie für 10.000 Euro zu kaufen. Um das Geld dafür aufzutreiben, nimmt Wolfgangs Frau Karin die beiden zu einer Feier mit, die von ihrem (reichen) Ex-Liebhaber Sonne in dessen Villa veranstaltet wird. Günther bittet diesen um einen Kredit, doch lehnt Sonne ab, weil er generell an Freunde kein Geld verleihen würde. Stattdessen gibt er den beiden, die seit neun Jahren von Hartz IV leben, Gelegenheit, sich das Geld als Hundesitter bei ihm zu verdienen. Günther und Wolfgang passen somit alleine in der Villa auf die Hunde auf, zerbrechen dabei jedoch eine wertvolle Skulptur. Um keinen Schadensersatz zahlen zu müssen, lassen sie dieses als Unfall erscheinen: Wolfgang sei beim Versuch, die Hunde zu retten, durch das Treppengeländer gefallen und habe dabei die Statue zerstört. Zusätzlich möchten sie, dass Sonne an Wolfgang die benötigten 10.000 Euro als Schmerzensgeld zahlt.
Da Sonne ein Spa-Wochenende für sich, Karin und Wolfgang geplant hatte, lässt Wolfgang (er kann wegen seiner angeblichen Verletzung nicht mitkommen) Sonne (von dem er weiß, dass er Karin noch liebt) und Karin alleine fahren, folgt den beiden jedoch heimlich. Nachdem Wolfgang und der inzwischen ebenfalls angekommenen Günther von Karin bemerkt werden, müssen die beiden Sonne die Wahrheit sagen. Unerwartet erhalten sie von Sonne trotzdem die 10.000 Euro. Doch Karin ist von Wolfgang enttäuscht, weil er sie angelogen hat und verlässt ihn (vorübergehend).
Zuhause treffen Günther und Wolfgang auf den überfreundlichen und hilfsbereiten griechischen Handwerker Kosta, der von Hartz IV lebte, bis er sich jetzt selbstständig gemacht hat. Er sollte das Treppengeländer bei Sonne reparieren und fühlt sich für Wolfgangs „Unfall“ mitschuldig, deshalb wollte er sich bei ihm entschuldigen. Bei einem Imbiss in der Schnitzelbude stellt sich heraus, dass Kosta sich über den Tag nur knapp eine Portion Pommes leisten kann. Während der Fahrt zu Sonne erzählt Kosta, dass er durch das nicht reparierte Geländer nun wohl keine Aufträge mehr bekommen wird und seine Töchter in Griechenland bleiben müssten. Durch die Begegnung mit Kosta fühlen sich Wolfgang und Günther schuldig und versuchen, diesen zu meiden, treffen jedoch immer wieder mit ihm zusammen. Schließlich benutzen sie Wolfgangs Tochter Jessie, um Kosta die 10.000 Euro, getarnt als Kreuzworträtselsiegesprämie, zu überweisen.
Um erneut an 10.000 Euro zu kommen, wollen Günther und Wolfgang Sonnes Leidenschaft für Kunst zu Nutze machen. Da Wolfgang letztens vom Jobcenter einen Kreativkurs „verordnet“ bekommen hatte, bringt ihn das auf die Idee, eine Skulptur anzufertigen und diese Sonne als exklusives Kunstwerk anzubieten. Das gelingt unter Mithilfe von Wolfgangs Tochter Jessie, die die Skulptur (die eigenartigerweise Karin sehr ähnlich sieht) Sonne überbringt und sie als Werk eines südamerikanischen Künstlers ausgibt und so 18.000 Euro dafür erhält. Einen Teil das Geldes müssen sie aber dem echten Kunsthändler abgeben, der den Schwindel zwar erkannt hatte, aber nichts verraten wollte. Das war jedoch eigentlich gar nicht nötig, denn Sonne hat das Schmierentheater allein durchschaut, die Figur aber trotzdem haben wollen, weil sie ihm zugesagt hatte.
Am Ende sind Wolfgang und Günther Besitzer der Schnitzelbude und panieren das erste Schnitzel für die inzwischen eingetroffene Karin. Dann taucht jedoch Frau Gottschalk auf, die seit Jahren beim Arbeitsamt für Günther und Wolfgang zuständig war, und teilt mit, dass sie in den Ruhestand gehen wird, woraufhin Günther und Wolfgang ihr ein Schnitzel panieren.

## Veröffentlichung
Die Erstausstrahlung von Schnitzel de Luxe erfolgte am 9. Januar 2019 auf Das Erste.